# Vizcondado de Viota de Arba

Escudo de Biota, provincia de Zaragoza.

El Vizcondado de Viota de Arba es un título nobiliario español creado el 29 de agosto de 1457 por Juan de Navarra (posteriormente rey de Aragón), como lugarteniente de su hermano el rey Alfonso V de Aragón, a favor de Ximén Ximénez de Urrea, Señor de Viota, El Bayo y Sestrica, en Aragón.
Su denominación hace referencia a la localidad de Biota, junto al río Arba en la provincia de Zaragoza, España.

## Vizcondes de Viota de Arba
|                                  | Titular                          | Periodo                          |
| Creación por Alfonso V de Aragón | Creación por Alfonso V de Aragón | Creación por Alfonso V de Aragón |
| -------------------------------- | -------------------------------- | -------------------------------- |
| I                                | Ximén Ximénez de Urrea           | 1457-                            |
| .                                | .                                |                                  |
| Rehabilitación por Alfonso XIII  |                                  |                                  |
| XII                              | José de Prat y Dasí              | 1912-1942                        |
| XIII                             | Federico de Prat y Dupuy de Lome | 1951-                            |
| XIV                              | Federico Prat y Puigmoltó        | 1983-actual titular              |

## Historia de los Vizcondes de Viota de Arba
- Ximén Ximénez de Urrea, I vizconde de Viota de Arba, Señor de Viota, El Bayo y Sestrica.

Rehabilitado en 1917 por:
- José de Prat y Dasí, XII vizconde de Viota de Arba, XI conde de Berbedel.

1. Casó con María Antonia Dupuy de Lome y Pons. En 1942 cedió el Vizcondado a su hijo:

- Federico de Prat y Dupuy de Lome (n. en 1920), XIII vizconde de Viota de Arba.

1. Casó con María de los Desamparados Puigmoltó y Rodríguez de Valcárcel. Le sucedió, en 1983, su hijo:

- Federico Prat y Puigmoltó (n. en 1948), XIV vizconde de Viota de Arba.

1. Casó con Ana María Alventosa y Tortosa.